# 李讎
李讎（?—?），战国时期秦国人。
秦惠文王后十四年（公元前311年），秦惠文王驾崩，公孙衍想要排挤张仪，李讎建议公孙衍从魏国召来甘茂，从韩国召来公孙显，从秦国本国起用樗里疾，这三个人都和张仪有仇，如此张仪一定失势。于是秦武王即位后，张仪被排挤出了秦国朝堂。